# Johan Jacob Hellman
Johan Jacob Hellman, född den 4 december 1736 i Södra Rörum, död den 27 maj 1812 i Örebro, var en svensk teolog, professor och domprost.
Hellman inskrevs redan som 11-åring vid Lunds universitet 1747 och erhöll tio år senare magistergraden. Han verkade därefter som lärare i österländska språk vari han blev docent 1760. År 1767 blev han adjunkt inom filosofisk fakultet och 1770 inom teologisk fakultet. Inom den senare kom han att i tur och ordning bekläda samtliga professurer: den fjärde 1783, den tredje 1790, den andra 1795 och slutligen den första 1807. Av dessa var den sistnämnda automatisk förenad med posten som domprost i Lund. Under sin professorstid hann Hellman också tre gånger vara universitetets rektor.
Hellman föreslogs vid flera tillfällen som biskop i Lunds respektive Växjö stift samt representerade som riksdagsman inom prästeståndet Lunds stift vid riksdagarna år 1800, 1809 och 1812. Han avled medan han befann sig på den sistnämnda.